# Kateřinice (district de Vsetín)
Pour les articles homonymes, voir Kateřinice.
Kateřinice (en allemand : Katerinitz) est une commune du district de Vsetín, dans la région de Zlín, en Tchéquie. Sa population s'élevait à 1 037 habitants en 2020.

## Géographie
Kateřinice se trouve à 10 km au nord-ouest de Vsetín, à 96 km à l'est-nord-est de Brno et à 262 km au sud-est de Prague.
La commune est limitée par Loučka et Mikulůvka au nord, par Pržno à l'est, par Ratiboř au sud-est, par Hošťálková au sud-ouest et par Rajnochovice et Podolí à l'ouest.

## Histoire
La première mention écrite du village date de 1506.